# Pinkan Mambo
Pinkan Mambo, właśc. Pinkan Ratnasari Mambo (ur. 11 listopada 1980 w Dżakarcie) – indonezyjska piosenkarka.

## Życiorys
Jest byłą członkinią zespołu Ratu, który, jako wokalistka, utworzyła z Maią Estianty w 1999 roku. W 2003 roku na indonezyjskiej scenie zadebiutował ich pierwszy album muzyczny pt. "Bersama" ("Razem"). Rok później Mambo opuściła zespół i we wrześniu 2006 roku wydała swój debiutowy, solowy album "Aku Tahu Rasanya".
W 2010 roku była gorliwą muzułmanką, po czym konwertowała na protestantyzm. 

## Dyskografia
- 2003: Bersama
- 2004: Best Female Idol
- 2006: Aku Tahu Rasanya
- 2008: Wanita Terindah
- 2010: The Masterpiece of Rinto Harahap
- 2012: Tentang Cinta

Źródło:.

## Nagrody i nominacje
| Rok  | Nagroda                  | Kategoria                             | Dzieło | Wynik     |
| ---- | ------------------------ | ------------------------------------- | ------ | --------- |
| 2003 | Anugerah Musik Indonesia | Pendatang Baru Terbaik (z Ratu)       |        | Nominacja |
| 2003 | Anugerah Musik Indonesia | Produser Terbaik (z Ratu)             |        | Nominacja |
| 2003 | Clear Top Ten Awards     | Pendatang Terbaru Terbaik (z Ratu)    |        | Wygrana   |
| 2003 | MTV Ampuh                | Artist of the Year (z Ratu)           |        | Wygrana   |
| 2003 | MTV Ampuh                | Group/Duo Artist of The Year (z Ratu) |        | Wygrana   |